# Gilbert Forray
Gilbert Forray (* 16. Februar 1930 in Paris; † 15. Mai 2017 in Clamart) war ein französischer Général d’armée und Schriftsteller.

## Leben
Zwischen 1980 und 1983 leitete Forray die École spéciale militaire in Saint-Cyr-l’École (Département Yvelines).
Als mit Wirkung zum 1. Juli 1984 die Force d’action rapide (FAR) gegründet wurde, berief Verteidigungsminister Charles Hernu Forray zu ihrem ersten Kommandanten. 1985 wechselte er als État-major particulier du président de la République nach Paris und blieb in diesem Amt bis 1987. In diesem Jahr wurde er Secretaire général de la defense und den Höhepunkt seiner Karriere erreichte Forray mit seiner Ernennung zum Chef d’état-major de l’armée de terre. Zwischen 1992 und 1998 war er Großkanzler der Ehrenlegion.

## Rezeption
Neben seinen vielfältigen politischen und militärischen Ämtern und Aufgaben fand Forray auch Zeit, einige – von Lesern wie auch von der Literaturkritik – vielbeachtete Romane zu veröffentlichen.

## Ehrungen
- Kommandeur der Ehrenlegion
- 1991 Großkreuz der Ehrenlegion
- 1991 Großes Verdienstkreuz des Verdienstordens der Bundesrepublik Deutschland
- 1991 Großes Goldens Ehrenzeichen für Verdienste um die Republik Österreich
- 2001 Prix Maréchal-Foch für seinen Roman Pour quelques arpents de neige
- 2001 Prix Claude-Farrère für seinen Roman Pour quelques arpents de neige

## Werke (Auswahl)
Romane
- Pour quelques arpents de neige. Roman historique. Apolline, Paris 2000, ISBN 2-84556-013-3.
- La route de Yorktown. Roman historique. Chiron, Paris 2003, ISBN 2-7027-0777-7.
- Juste un après-midi. Roman. Société des écrivains, Paris 2007, ISBN 978-2-7480-3284-0.
- La route d'Austerlitz. Roman historique. Guéna, Toulon 2009, ISBN 978-2-918320-01-2.

Sachbücher
- Et si New York avait parlé français. Economica, Paris 2006, ISBN 2-7178-5237-9.
- Les débarquements en Angleterre. De César à Hitler (Campagnes et Stratégies; Bd. 86). Economica, Paris 2010, ISBN 978-2-7178-5920-1.